# Alpenschneehuhn
Das Alpenschneehuhn (Lagopus muta) ist eine Vogelart aus der Familie der Fasanenartigen (Phasianidae). Die Art ist vor allem in der Tundrenzone der gesamten Holarktis vertreten. Zurzeit werden 25, zum Teil jedoch nur sehr schwach differenzierte Unterarten beschrieben.
In Mitteleuropa ist das Alpenschneehuhn ein Eiszeitrelikt, das in einem eng umgrenzten Gebiet der Alpinstufe ein verbreiteter bis häufiger Brut- und Jahresvogel ist. In diesem Gebiet seines Verbreitungsgebietes nimmt es nur Altitudinalwanderungen vor. Nach der Brutzeit kommt es außerdem zu größeren Ansammlungen an störungsarmen Hängen und Geröllflächen. Unterhalb der Baumgrenze ist das Alpenschneehuhn nur ausnahmsweise und in tieferen Stufen überhaupt nicht anzutreffen. In der Arktis nimmt das Alpenschneehuhn dagegen vor dem Wintereinbruch Abwanderungen vor.

## Beschreibung

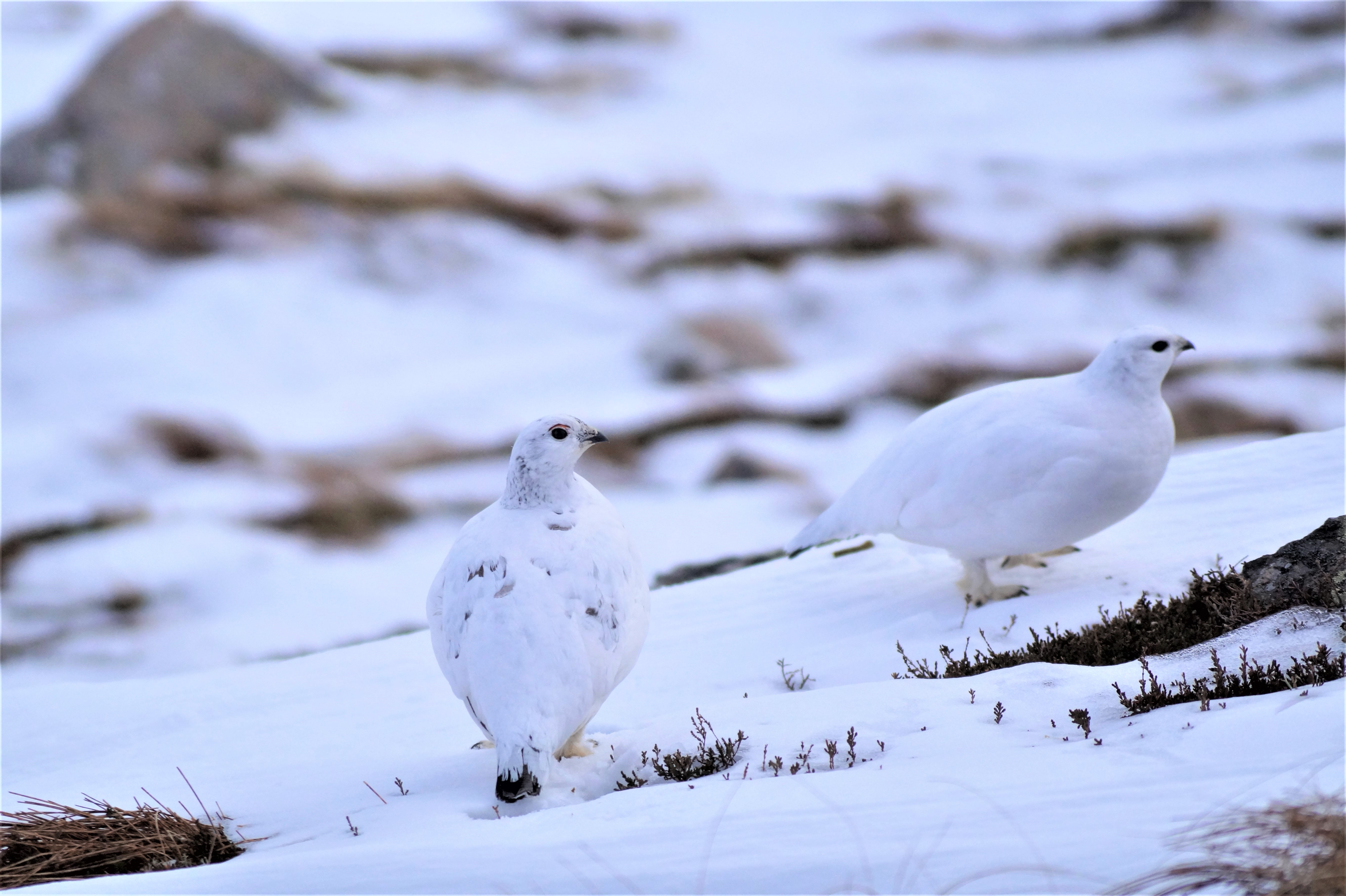
Alpenschneehühner im Winterkleid, Männchen links

Alpenschneehühner sind mit 34–40 cm (nach Svensson 31–35 cm) etwas kleiner als die nahe verwandten Moorschneehühner, die Flügelspannweite beträgt 54–60 cm und die Vögel werden zwischen 400 und 550 g schwer. In allen Kleidern fallen im Flug die weißen Flügel und die schwarzen Schwanzfedern auf.
Alpenschneehühner mausern dreimal jährlich und passen sich bei jedem Federkleidwechsel der jeweiligen Umgebung an. Im Winter sind sie, wie der Name Schneehuhn schon sagt, fast ganz schneeweiß, nur die Männchen haben eine schwarze Schwanzunterseite und über dem Auge eine rote Hautwulst, die sogenannten „Rosen“, sowie einen schwarzen Zügelstreif. Auch die Füße sind weiß befiedert. Mit der Frühjahrsmauser wird die Oberseite der Männchen gesprenkelt: Kopf und Hals, obere Brust, Rücken und Flügeldecken sowie die Seiten werden graubraun, schwarz, beige und weiß gefleckt und gebändert, was für ein optisches Verschmelzen mit der inzwischen schneefreien Umgebung sorgt. Die Weibchen sind insgesamt etwas weniger kontrastreich gefärbt. Mit der Herbstmauser verschwinden dann die weißen Bereiche völlig von der Oberseite, nur die Handschwingen bleiben wie in allen Kleidern weiß. Die Schneehühner haben nun eine grau-gesprenkelte Gesamterscheinung. 
Alpenschneehühner erreichen im Herbst ihr Höchstgewicht, das dann allmählich bis zum Frühjahr sinkt. Es steigt in der Vorbalzperiode auf und erreicht Mitte Sommer sein Minimum. Die Vögel der nördlichsten Periode sind generell die größten und schwersten.
Alpenschneehühner verlassen sich auf ihre hervorragende Tarnung. Wenn Wanderer sich nähern, bleiben sie so lange sitzen, bis man fast auf sie tritt, um dann mit lautem Flügelburren aufzufliegen.

## Verbreitung

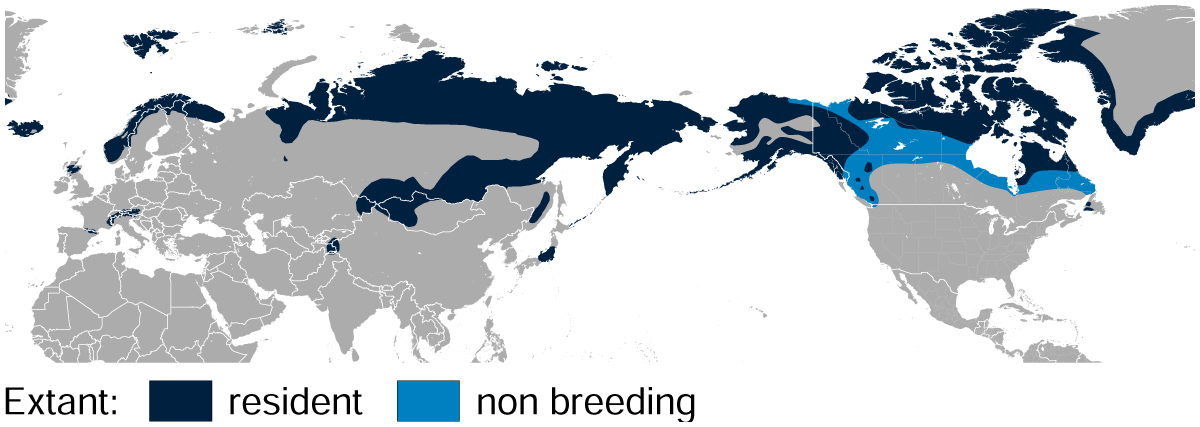
Verbreitungsgebiet des Schneehuhns. Hellblau kein Brutgebiet

Das Alpenschneehuhn ist auf der nördlichen Halbkugel zirkumpolar vertreten. Es brütet in Eurasien und Nordamerika (einschließlich Grönlands) und kommt unter anderem auch auf den kanadischen Arktisinseln vor, aber die Verbreitung der Art ist nicht geschlossen. Große zusammenhängende Verbreitungsgebiete bestehen in Nordamerika und Nordostasien. Sehr viele der nordpolaren Inseln werden von Alpenschneehühnern besiedelt. So kommen sie auf fast allen arktischen Inseln Kanadas vor und besiedelt fast die gesamte Küste Grönlands sowie Islands. Es ist die einzige Vogelart, die ganzjährig auf Spitzbergen anzutreffen ist. Im nördlichen Teil des Stillen Ozeans besiedelt es die Aleuten, die Kommandeurinseln, die Kurilen und auch die japanische Hauptinsel Honshu. Die südlichsten Vorkommen in Nordamerika liegen in den Rocky Mountains, wo es 49° nördlicher Breite erreicht, und an der Ostküste von Labrador, wo es bis 54°30' nördlicher Breite vordringt.
In Europa kommt es in Island, im Norden Skandinaviens, im Norden Großbritanniens sowie in den Pyrenäen und den Alpen vor. In den Pyrenäen trifft man es ab ca. 1800 m Höhe (Unterart Lagopus muta pyrenaica) an. In den Alpen (Unterart Lagopus muta helvetica) hält es sich während der Fortpflanzungsperiode oberhalb der Waldgrenze auf und ist dann meist zwischen 1800 und 2700 Metern anzutreffen. Im Sommer und Herbst ist es dagegen meist oberhalb von 3000 Metern anzutreffen.
Vergleichbar isolierte Teilareale gibt es auch im asiatischen Raum, die größten liegen im Altai, Sajan und Chamar-Daban. Kleine Areale befinden sich im östlichen Changai, im Zentrum des Chanchöchijegebirges, im Munch-Charain, im Saur-Gebirge und in den Gebirgen Jam-Alin und Dusse-Alin.

## Lebensraum

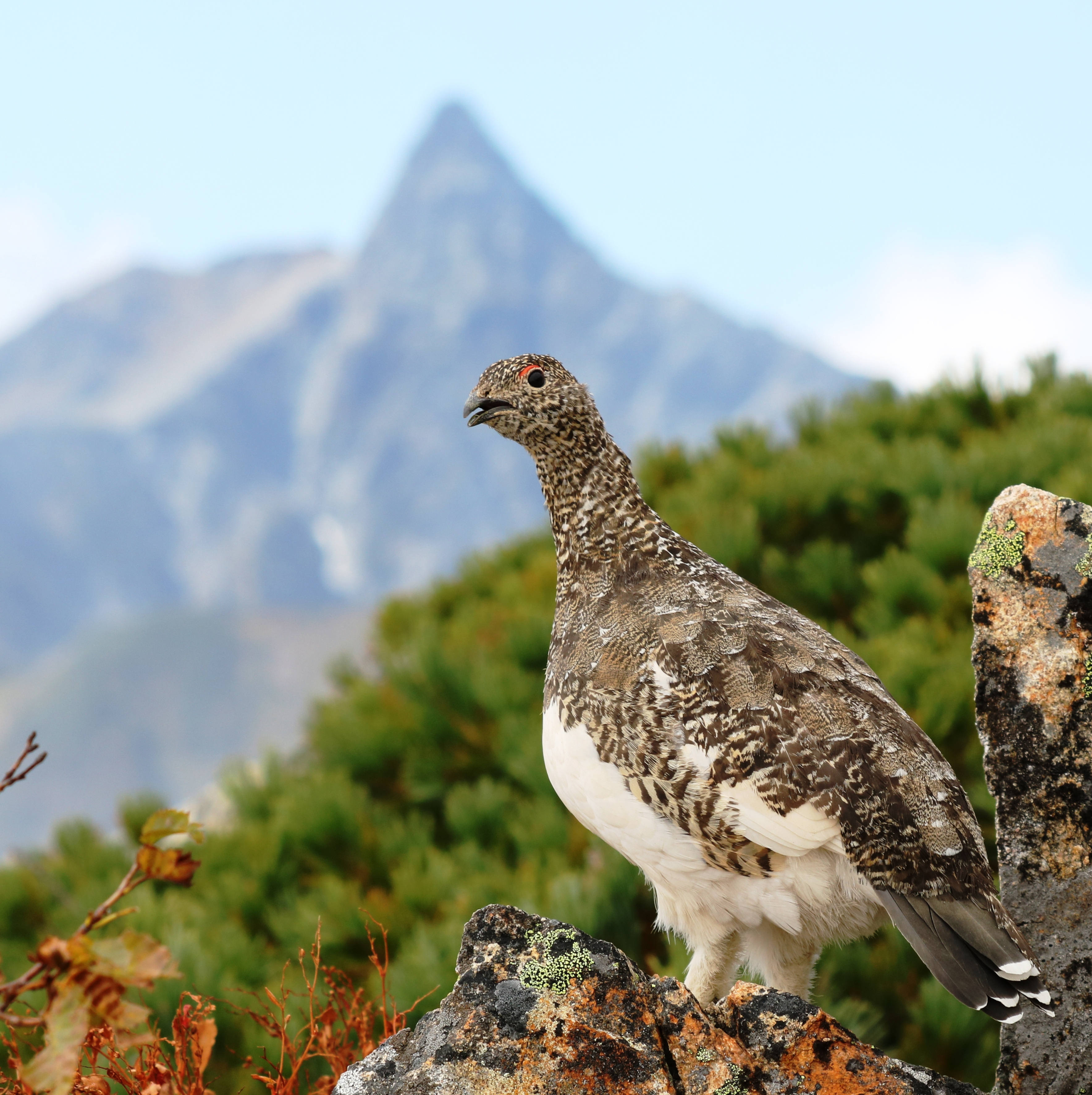
Alpenschneehuhn in Japan

Der Lebensraum sind Zwergstrauchheiden, trockene Gebirgsrasen und Almwiesen, Moränen- und Gerölllandgebiete sowie Schneetäler. Während der kalten Jahreszeit hält sich das Alpenschneehuhn vor allem an exponierten Hängen auf, die früher abtauen. Dabei steigen sie häufig auch in leicht niedrigere Lagen als während der Brutzeit herab. Die Auswahl der Wintereinstände geschieht vor allem nach dem Nahrungsangebot. Es handelt sich entweder um Flächen mit Grasvegetation, von denen der Schnee weggefegt ist, oder um Baum-Strauch-Vegetation in der Waldtundra beziehungsweise im subalpinen Gürtel.
Alpenschneehühner bleiben fast nur am Boden. In steinigem Gelände mit wenig Vegetation oberhalb der Baumgrenze oder im Winter sind sie auch in den lichten Weiden- und Birkenwäldchen an der Baumgrenze zu finden.

## Lebensweise

### Nahrung
Die Winternahrung der Alpenschneehühner besteht aus Endtrieben und Knospen sowie Blättern von Pflanzen wie der Krähenbeere und Gämsheide. Wichtige Nahrungspflanzen sind Weiden und Birken. Im Norden Europas fressen Alpenschneehühner auch die Endtriebe der Trunkelbeere und der Preiselbeere. In Schottland fehlen Gehölze, deren Triebe zur Ernährung dienen könnten. Hier fressen sie im Winterhalbjahr bevorzugt Blätter und Triebe vom Heidekraut, Krähenbeeren, und Steinbrech.
Während des Sommerhalbjahrs fressen sie Samen, Blätter und Blüten sowie Beeren. Wichtige Nahrungspflanzen sind Gämsheide, Rosmarinheide, Trunkelbeere und Heidelbeere. Eine Rolle spielen aber auch Blätter und junge Triebe von Weiden, Samen von Felsenblumen und Zwerg-Birke. 
Tierische Nahrung spielt keine Rolle in der Ernährung des Alpenschneehuhns. Selbst Jungvögel ernähren sich überwiegend pflanzlich.

### Fortpflanzung

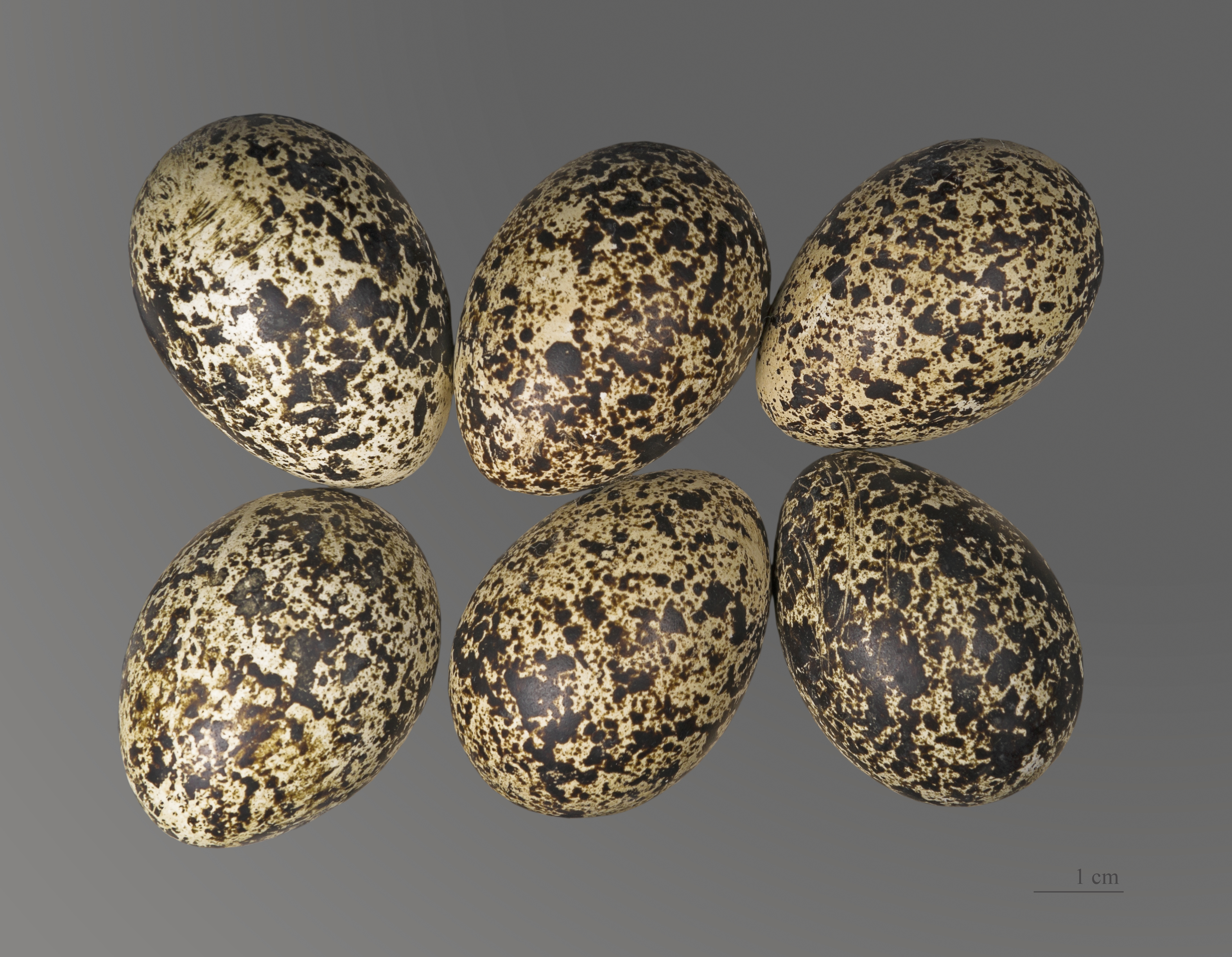
Eier des Alpenschneehuhns

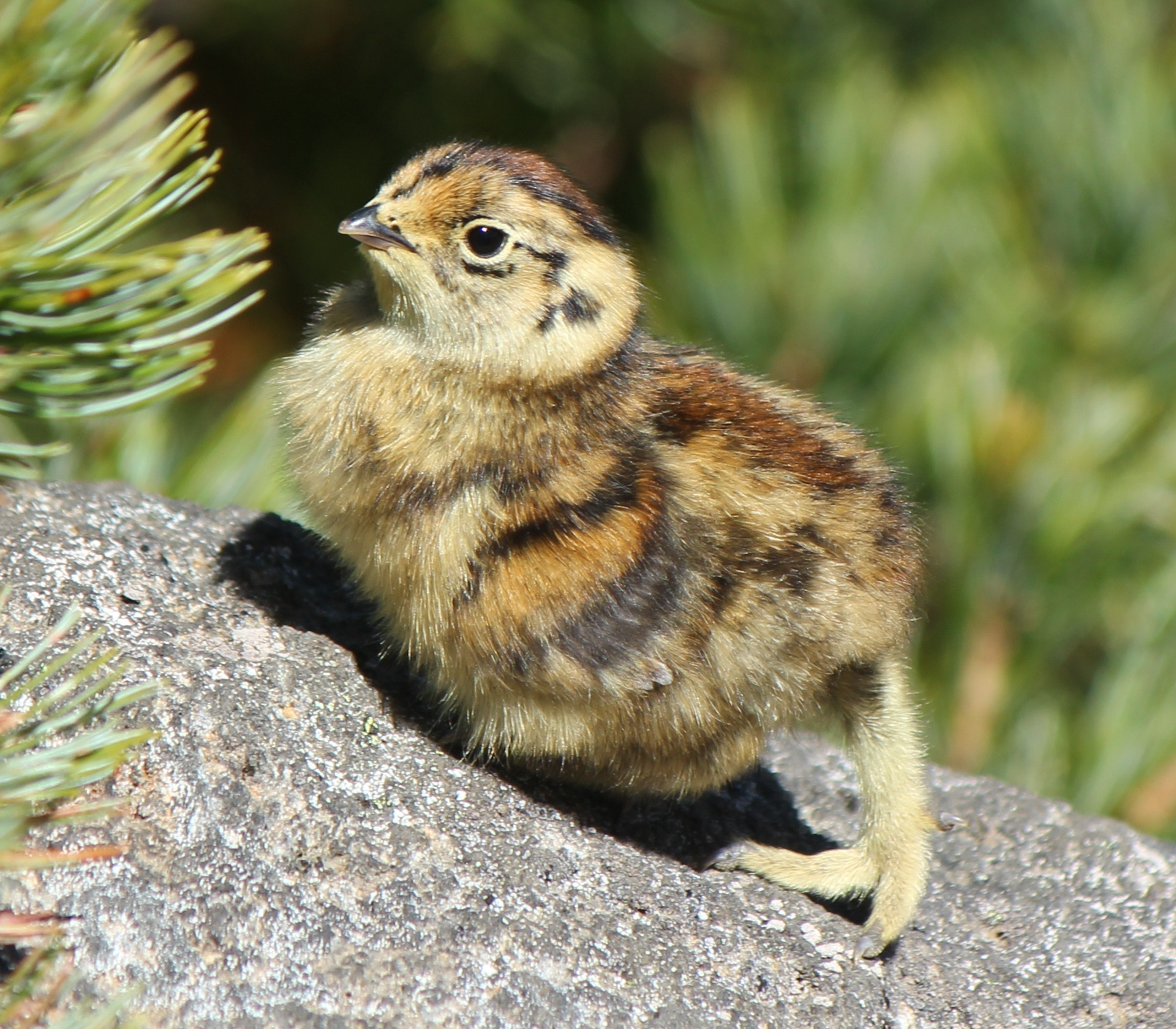
Kücken

Alpenschneehühner werden gegen Ende ihres ersten Lebensjahres geschlechtsreif und beteiligen sich im Folgejahr am Brutgeschäft. 
Alpenschneehühner sind tendenziell monogame Vögel. Das Männchen wählt das Brutrevier aus, während das Weibchen mit dem Bau des Nestes beziehungsweise mit dem Brutgeschäft befasst ist. Generell brütet im Revier des Männchens immer nur ein Weibchen. Ausnahmen gibt es im äußersten Norden, wo die Populationen häufig mehr Weibchen aufweisen. Dort brüten manchmal zwei oder sogar drei Weibchen im Revier eines Männchens. Allerdings bevorzugt das Männchen eines der Weibchen und schenkt dem zweiten nur geringe Aufmerksamkeit. Im Extremfall bleiben die zusätzlichen Weibchen im Revier sogar unverpaart. Am Fortpflanzungsgeschäft nicht beteiligte Vögel bleiben auch im Sommer in kleinen Trupps zusammen oder leben einzeln im Brutareal. 
Die Balz des Alpenschneehuhns findet in den Abend- und Nachtstunden statt. Das Balzritual besteht aus einzelnen Balzflügen und einer Reihe vor der Henne ausgeführten Balzposen. In der Balzhaltung spreizt der Hahn die Schwanzfedern, die Flügel sind leicht geöffnet und hängen herab. In dieser Pose steht das Männchen auf seiner Warte oder wirbt mit einer Serie abgerissener Trillertöne. 
Das Nest ist eine kaum ausgepolsterte flache Mulde zwischen Steinen oder unter Sträuchern. Solange das Gelege noch nicht vollständig ist, bedeckt das Weibchen beim Verlassen des Nestes die Eier mit Pflanzenmaterial. Das Vollgelege umfasst 3–11 rahmfarbene bis gelblichbraune Eier, die braune Flecken aufweisen. Die Brutdauer variiert leicht in Abhängigkeit von der geographischen Verbreitung. Im Norden des Verbreitungsgebietes beträgt die Brutzeit gewöhnlich nur 21 Tage, im Süden dagegen 23 bis 24 Tage. Das Männchen ist nicht am Brutgeschäft beteiligt, sondern bewacht das Revier von einem etwas erhöhten Platz wie beispielsweise einem Erdhügel oder einem Stein und in Ausnahmefällen auch von einem Baum aus. Eindringlinge werden unabhängig von ihrer Größe vom Hahn attackiert. Das Verhalten der Hähne hinsichtlich der Revierverteidigung und der Führung der Jungvögel ist unterschiedlich. Die meisten Hähne ändern ihr Verhalten kurz vor dem Schlupf der Jungen. Sie hören auf zu balzen und ihre Bindung an das Revier löst sich. Die meisten wandern vermutlich an Mauserplätze ab. Einige verbleiben jedoch im Revier und verteidigen ihren Nachwuchs bei Angriffen.
Die Küken gehen als Nestflüchter gleich nach dem Schlüpfen mit der Mutter auf Insektenjagd. Bei Begegnungen mit möglichen Jagdfeinden können Junge führende Hennen Täuschungsmanöver inszenieren: Während die Küken den Warnrufen der Mutter folgend Deckung suchen, humpelt und flattert die Henne in der Gegenrichtung davon, dem möglichen Fressfeind leichte Beute vortäuschend. So lenkt sie ihn von den Jungen ab, um im letzten Moment aufzufliegen. Nach zwei Wochen können die Küken selbst bereits kurze Strecken fliegen. Das Wachstum ist im Süden des Areals im Alter von 3 Monaten und im Norden im Alter von zwei Monaten beendet.

### Überwinterung
Ende August, Anfang September schließen sich die Familienverbände wieder zu Scharen zusammen. In den Herbstmonaten können diese Trupps sehr groß sein und aus bis zu 300 Vögeln bestehen. In den Wintermonaten lösen sich diese sehr großen Verbände jedoch wieder in kleinere Trupps auf, die sich über eine weite Fläche verteilen. Verglichen zum Moorschneehuhn nutzen sie durch dieses Verhalten die Nahrungsressourcen besser aus. Ähnlich wie Moorschneehühner ruhen sie in Schneekammern, wenn sich zwischen Sträuchern lockere Schneedecken bilden. Der Boden einer solchen Schneekammer befindet sich 25 bis 28 Zentimeter unterhalb der Schneeoberfläche, für das Eingraben und Herstellen einer solchen Schneekammer benötigen Alpenschneehühner nur 15 Sekunden.

## Bestand und Gefährdung
Die IUCN stuft das Alpenschneehuhn als ungefährdet (least concern) ein, da das Verbreitungsgebiet sehr groß ist. Der Bestandstrend ist negativ, die Abnahme aber so moderat, dass die IUCN diese Art bislang nicht auf eine ihrer Vorwarnstufen setzt. Der Bestand wird von der IUCN auf acht Millionen geschlechtsreife Individuen geschätzt.
Fortlaufendes Monitoring zeigte, dass von 2000 bis 2010 die Population des Alpenschneehuhns in den Schweizer Alpen stark abgenommen hat. Ökologische Modelle sagen vorher, dass sich allein aufgrund einer erhöhten Durchschnittstemperatur während der Brutzeit das potenzielle Habitat bis zum Jahre 2070 um bis zu zwei Drittel verringern wird. Außerdem wird sich nach den Vorhersagen der Lebensraum der Schneehühner in Richtung Gebirgsgipfel verschieben.

## Jagd

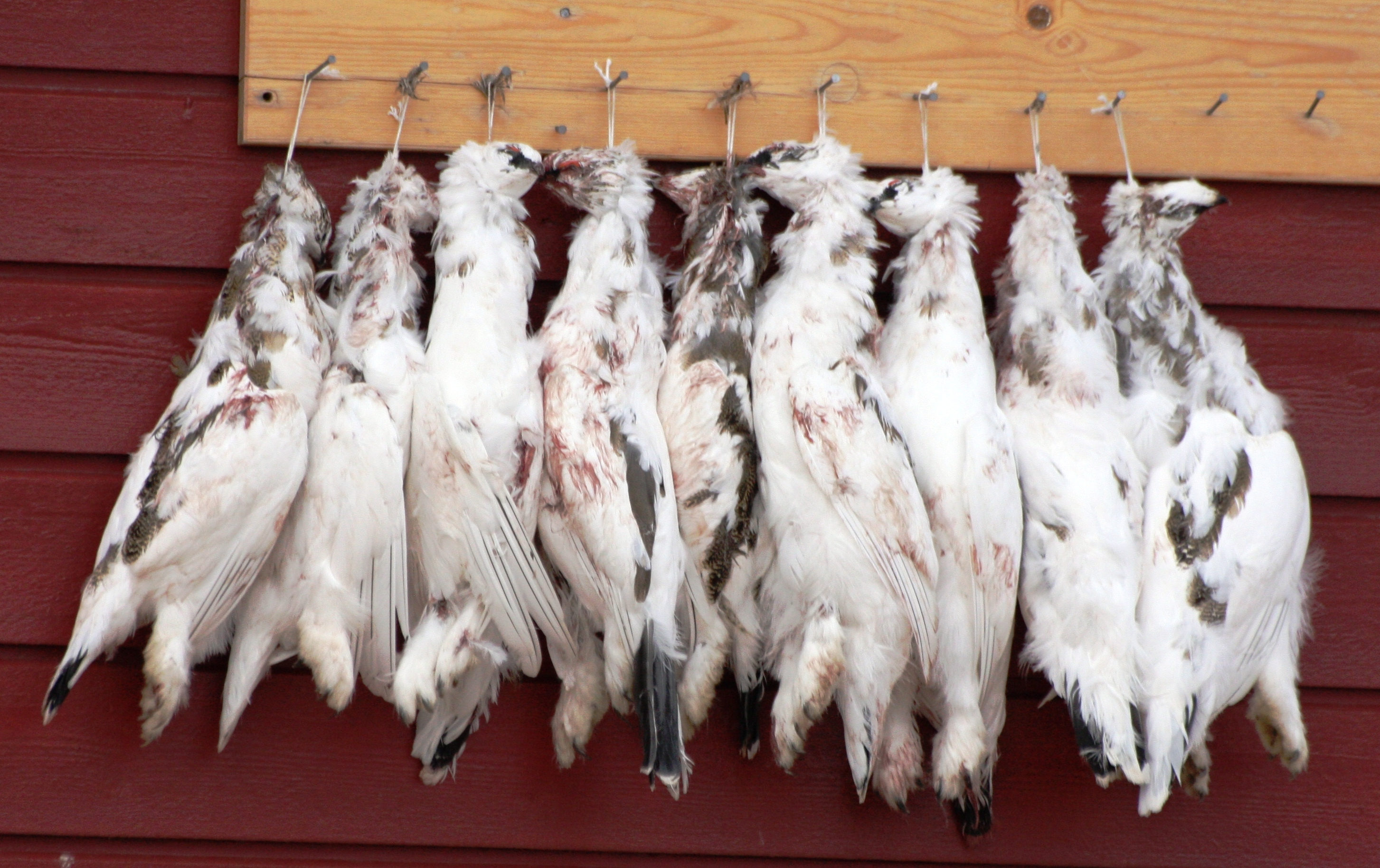
Erlegte Schneehühner in Spitzbergen

Die Jagd auf das Alpenschneehuhn wird in der Schweiz in vier Kantonen weiterhin praktiziert. Zwischen 2013 und 2015 wurden jährlich etwa 400 bis 550 Schneehühner abgeschossen. Den Hauptanteil (87 Prozent) machen hier die Kantone Graubünden und Wallis mit gesamt jährlich 350 bis 450 erlegten Vögeln aus. Zwischen 1990 und 2010 nahm der Bestand in der Schweiz um mehr als 30 Prozent ab, aus diesem Grund wird die weitere Bejagung zunehmend kritisch gesehen. Auch in Österreich, wo das Alpenschneehuhn in der offiziellen Jagdstatistik nicht erwähnt wird, wird es in Vorarlberg und Tirol weiterhin bejagt.
In Südtirol wurden zwischen 2005 und 2008 jährlich 300 bis 350 Schneehühner geschossen bei einem geschätzten Bestand von rund 2.100, das entspricht 15 Prozent der Gesamtpopulation. Seit 2014 ist für die Genehmigung der Abschusspläne ein Gutachten des Amtes für Jagd und Fischerei notwendig, um eine nachhaltige Bejagung ohne Gefährdung der Bestände zu gewährleisten.